# Article 34-1 de la Constitution de la Cinquième République française
Article 34 Article 35
L'article 34-1 de la Constitution de la Cinquième République française permet aux assemblées de voter des résolutions. Il a été créé par la révision constitutionnelle du 23 juillet 2008. 

## Texte
« Les assemblées peuvent voter des résolutions dans les conditions fixées par la loi organique.

Sont irrecevables et ne peuvent être inscrites à l'ordre du jour les propositions de résolution dont le Gouvernement estime que leur adoption ou leur rejet serait de nature à mettre en cause sa responsabilité ou qu'elles contiennent des injonctions à son égard. »
— Article 34-1 de la Constitution
Cet article est précisé par la loi organique no 2009-403 du 15 avril 2009 relative à l'application des articles 34-1, 39 et 44 de la Constitution.

## Contenu
Les résolutions permettent au Parlement de s’exprimer sur des questions qui ne relèvent pas nécessairement du domaine de la loi énoncé à l’article 34 de la Constitution, ce qui permet d’éviter le recours excessif à la loi. En effet, le Conseil d'État dénonce en 2006 dans un rapport sur la sécurité juridique et la complexité du droit la tendance à faire appel à la loi pour énoncer des principes sans portée normative, ce qui alourdit le travail parlementaire.
L’article 136 du Règlement de l’Assemblée nationale précise les conditions d’adoption d’une résolution.
La révision de 2008 a restauré le procédé de la résolution mais elle a interdit qu’il soit utilisé pour contrôler le gouvernement.